# Motohiko Saitō

Gouverneur Saitō im Jahr 2021

Motohiko Saitō (jap. 斎藤 元彦 Saitō Motohiko; * 15. November 1977 in Kōbe, Präfektur Hyōgo) ist ein japanischer parteiloser Politiker, der als parteiloser Gouverneur der Präfektur Hyōgo (seit 2021) amtiert.

## Werdegang
Saitō war vor seinem Gang in die Politik bei der Finanzsektion der Präfekturverwaltung Osaka tätig. 2021 stieg er in die Politik ein und bewarb sich erfolgreich um das Gouverneursamt der Präfektur Hyōgo. Unterstützt wurde der unabhängige Saitō dabei von den Parteien Nippon Ishin no Kai sowie der LDP.
Kontroversen um Saitō begannen im März 2024, als ein Enthüllungsdokument unter Beamten und Medien in Umlauf kam. Dem Gouverneur wurde gravierendes Fehlverhalten vorgeworfen, darunter Mobbing am Arbeitsplatz, Verstöße gegen Wahlkampfgesetze sowie das Fordern und Empfangen von Geschenken in offizieller Funktion. Der Autor des Dokuments – ein hochrangiger Präfekturbeamter – starb im Juli offenbar durch Selbstmord, nachdem er als Strafe eine dreimonatige Suspendierung erhalten hatte.
Saitō blieb bei seiner Entscheidung, den hochrangigen Beamten der Präfektur vor einem mächtigen Untersuchungsgremium aus Mitgliedern der Präfekturversammlung zu bestrafen, und erklärte, er halte das Dokument für höchst verleumderisch. Er vertrat die Ansicht, dass es sich dabei nicht um Whistleblowing handle, was gesetzlich geschützt sei. 
Eine einstimmig ausgefallene Abstimmung im Präfekturparlament am 19. September – welche erst das fünfte Mal in der Nachkriegsgeschichte Japans war, dass ein Misstrauensantrag gegen einen amtierenden Gouverneur eines Präfekturparlaments abgesegnet wurde – zwang ihn, entweder zurückzutreten oder die Versammlung innerhalb von zehn Tagen aufzulösen oder seine Position automatisch zu verlieren, wenn er innerhalb der 10 Tage überhaupt keine Maßnahmen ergreifen würde.
Saitō stellte sich der Wiederwahl im November 2024 und setzte sich mit rund 45 % der Stimmen gegen Kazumi Inamura und fünf weitere Kandidaten durch.